# Halictus designatus
Halictus designatus är en biart som beskrevs av Cameron 1905. Halictus designatus ingår i släktet bandbin, och familjen vägbin. Inga underarter finns listade i Catalogue of Life.